# Пътища на любовта
„Пътища на любовта“ (на испански: Las vías del amor) е мексиканска теленовела от 2002 г., създадена и продуцирана от Емилио Лароса, режисирана от Хосе Анхел Гарсия и Салвадор Гарсини за Телевиса.
В главните положителни роли са Арасели Арамбула и Хорхе Салинас, а в отрицателните - Абрам Рамос, Енрике Роча и Саша Монтенегро. Специални участия вземат първите актьори Даниела Ромо и Хосе Карлос Руис.

## Сюжет
Перла е бедно момиче, което притежава дарбата да вижда в бъдещето. Тя работи при дон Херонимо, който е влюбен в нея до полуда. Херонимо нарежда на Елмер, бодигарда му, да убие приятеля на Перла. Елмер заплашва Перла, че ако тя не се омъжи за господаря му, че ще убие и баща ѝ Фидел. За да спаси живота на баща си, Перла решава да се омъжи за Херонимо. Фидел категорично се противопоставя на този брак, но Олга, майката на Перла, и Рамон, брат ѝ, я окуражават от користна цел, да се омъжи за богаташа за да ги измъкне от мизерията. След като се омъжва за Херонимо, Енрике, синът му, е очарован от красотата на мащехата си. В брачна нощ на Херонимо и Перла, Енрике, полудял от ревност, убива баща си, като за убийството обвинява Фидел. Перла и баща ѝ бягат в столицата, където момичето се запознава с Габриел, красив мъж, който работи като експерт по звукозаписи. Габриел също е очарован от красотата на Перла и не след дълго двамата се влюбват. На пътя на тяхната любов, обаче, се изправя Соня, бившата приятелка на Габриел. Братът на Херонимо, Себастиан, иска да отмъсти за смъртта на брат си, като тръгва по петите на Фидел, и на Перла, като я смята за съучастник в престъплението. Цялата история се усложнява още повече от Адолфо, приятеля на Габриел, за когото по-късно се оказва, че е отдавна изгубения му брат, който също се влюбва в Перла.

## Актьори
Част от актьорския състав:
- Арасели Арамбула – Перла Гутиерес Васкес
- Хорхе Салинас – Габриел Кесада
- Енрике Роча – Себастиан Мендоса
- Даниела Ромо – Летисия „Лети“ Фернандес Валенсия
- Хосе Карлос Руис – Фидел Гутиерес
- Саша Монтенегро – Каталина Валенсия вдовица де Фернандес
- Нурия Бахес – Олга Васкес де Гутиерес
- Бланка Санчес – Артемиса Бараган вдовица де Кесада
- Абрам Рамос – Енрике Мендоса
- Габриел Сото – Адолфо Ласкурайн / Николас Кесада
- Марта Хулия – Сандра Ирибарен
- Моника Досети – Мариела Андраде
- Марикрус Нахера – Лаура Албавера
- Елисабет Алварес – Соня Васкес
- Анхелика Вале – Анхелика
- Алтаир Харабо – Ванеса Васкес
- Алфредо Адаме – Рикардо Домингес
- Патрисия Навидад – Росио Сарате
- Хулио Алеман – Алберто Бетансос
- Дулсе – Патрисия Мартинес де Бетансос

## Премиера
Премиерата на Пътища на любовта е на 5 август 2002 г. по Canal de las Estrellas. Последният 220. епизод е излъчен на 6 юни 2003 г.

## Награди и номинации
Награди TVyNovelas (2003)
| Категория                                | Номиниран(а)     | Резултат   |
| ---------------------------------------- | ---------------- | ---------- |
| Най-добра теленовела на годината         | Емилио Лароса    | Номиниран  |
| Най-добра актриса в главна роля          | Арасели Арамбула | Номинирана |
| Най-добър актьор в главна роля           | Хорхе Салинас    | Номиниран  |
| Най-добра актриса в отрицателна роля     | Саша Монтенегро  | Печели     |
| Най-добър актьор в отрицателна роля      | Енрике Роча      | Печели     |
| Най-добър пръв актьор                    | Хосе Карлос Руис | Номиниран  |
| Най-добра актриса във второстепенна роля | Нурия Бахес      | Номинирана |
| Най-добър актьор във второстепенна роля  | Габриел Сото     | Номиниран  |
| Най-добро женско откритие                | Паола Тревиньо   | Номинирана |

Награди El Heraldo de México (2003)
- Най-добра първа актриса: Даниела Ромо
- Най-добър пръв актьор: Енрике Роча
- Най-добро откритие: Елисабет Алварес
- Най-добро откритие: Хорхе Консехо

## В България
В България сериалът е излъчен в периода 2003-2004 г. по bTV, озвучен на български език.